# Ignaz Brüll
Ignaz Brüll (7. listopadu 1846, Prostějov – 17. září 1907, Vídeň) byl rakouský hudební skladatel a klavírní virtuos židovského původu, jenž pocházel z Moravy, ale většinu život prožil ve Vídni. Byl přítelem a významným interpretem Johannese Brahmse. Napsal několik oper, z nichž Zlatý křížek dosáhl ve své době celoevropského úspěchu, a řadu skladeb zejména pro klavír, sólový i s doprovodem orchestru.

## Život
Ignaz Brüll se narodil v rodině prostějovského obchodníka, již v jeho raném věku (roku 1850) se však rodina přestěhovala do Vídně. Oba rodiče byli hudebně nadaní, otec jako barytonista a matka jako klavíristka. Právě matka dávala Brüllovi od dětství hodiny klavíru, v nichž pak pokračoval u Julia Epsteina, oblíbeného klavírního virtuosa a učitele, který byl jen o dvanáct let starší. Později byli v kompozici jeho učiteli Johann Rifunatscha a Felix Otto Dessoff. Jako skladatel se Brüll představil jako třináctiletý roku 1859, kdy spolu s koncertním mistrem Josephem Hellmesbergerem veřejně provedl svou sonátu pro housle a klavír. Roku 1861 hrál Julius Epstein poprvé s velkým ohlasem Brüllův klavírní koncert č. 1 F dur. Brüll si však získával i vlastní jméno jako klavírista, např. roku 1861 hrál s Epsteinem Mozartův koncert pro dva klavíry.
Roku 1864 napsal Ignaz Brüll svou první operu, Žebráci ze Samarkandu. Měla být uvedena v královském divadle Stuttgartu a již byla zkoušena, nakonec však z představení sešlo. Ve Stuttgartu tak byla s velkým úspěchem uvedena alespoň jeho orchestrální serenáda č. 1 (op. 29). V té době již cestoval jako koncertní pianista specializující se na Beethovena a Schumanna, ale též jako zručný doprovodný klavírista mnoha jiných hudebníků i zpěváků. V roce 1872 se stal učitelem hry na klavír na soukromé Horákově škole, od 1881 jako spoluředitel, nabízená místa na vídeňské a berlínské konzervatoři však odmítl.
Roku 1875 se po dlouhém odstupu vrátil opět k opeře. Dvouaktová opera v tradici singspielu Zlatý křížek (premiéra 22. prosince 1875 v Berlíně), umně spojující komiku se sentimentalitou, se stala jednou z nejhranějších oper své doby; do jednoho roku po prvním uvedení se objevil mj. v Praze jak v němčině na scéně Stavovského divadla, tak v češtině na scéně Prozatímního divadla. Po Zlatém křížku následovaly v pravidelných odstupech další opery, které měly přiměřený divácký ohlas (zejména aktovka Gringoire, 1892), popularity Zlatého křížku však zdaleka nedosáhly.
Roku 1882 se Brüll oženil s Marií Schosbergovou, dcerou vídeňského bankéře. Majetek manželky, jakož i dědictví po otci a v neposlední řadě vlastní příjmy zejména ze Zlatého křížku pro něj znamenaly finanční blahobyt a nezávislost. Po narození dvou dcer omezil svou pedagogickou a koncertní činnost a věnoval se rodině. Současně se však u Brülla scházel významný kroužek osobností vídeňského života, zejména hudebního; patřili se mj. Julius Epstein, skladatelé Karl Goldmark, Robert Fuchs, Gustav Mahler, Eusebius Mandyczewski, kritik Eduard Hanslick, zejména však Johannes Brahms, se kterým Brülla poutalo pevné přátelství. Brahms si Brülla cenil zejména jako klavíristy a interpreta svých skladeb – prohlásil Jak zní, co jsem udělal, vím teprve tehdy, když to slyším hrát Brülla. Pohostinný a dobrosrdečný Brüll byl oblíbeným společníkem a řada hostí jej navštěvovala jak ve vídeňském domě, tak v jeho venkovském sídle Berghof v Unterachu v Horním Rakousku.
Brüllova hudba se silně opírala o klasické vzory, Schumanna a Mendelssohna, k nimž později přistoupil zjevný vliv Brahmse. Hudebnímu jazyku, který si osvojil jako mladík a který již tehdy nebyl nijak revoluční, zůstal věrný v celé své tvorbě, která se proto dostávala do stále většího rozporu s moderními směry. Ke konci svého života —- zemřel ve věku 60 let roku 1907 — byl Brüll uctíván jako významná hudební osobnost (jak svědčí pocty, kterých se mu dostalo při příležitosti 60. narozenin), ale jeho hudba rychle mizela z koncertních programů. Jen Zlatý křížek byl hrán ještě dlouho poté a z německých scén nuceně zmizel až s nástupem nacismu.
Svým současníkům byl Brüll znám především jako autor oper. Z prvních desetiletí gramofonové éry existuje řada nahrávek jednotlivých árií např. od Leo Slezaka nebo Julia Patzaka. Oživení zájmu o Brülla v posledních letech se týká zejména instrumentální hudby.
Zemřel roku 1907 ve Vídni a byl pohřben na vídeňském Ústředním hřbitově.

## Dílo (výběr)

### Opery
- Žebráci ze Samarkandu (Die Bettler von Samarkand). Libreto Otto Prechtler (existují dvě verze). Napsána roku 1864 ve Vídni, neprovedena
- Zlatý křížek (Das goldene Kreuz), op. 27. Libreto Salomon Hermann Mosenthal podle Mélesvilla (vl. jm. Anne-Honoré-Joseph baron de Duveyrier). Premiéra 22. prosince 1875 v Berlíně, Královské opeře
- Landfrýd (Der Landfriede), op. 30. Libreto Salomon Hermann Mosenthal podle Bauernfelda. Premiéra 4. října 1877 ve Vídni, Dvorské opeře
- Bianca. Libreto Adolf Schirmer. Premiéra roku 1879 ve Vídni
- Královna Mariette (Königin Mariette), op. 40. Libreto Friedrich Zell a Richard Genée podle Eugèna Scriba a Julese-Henriho Vernoye de Saint-Georges. Premiéra roku 1883 ve Vídni
- Kamenné srdce (Das steinerne Herz), op. 55. Libreto Joseph Viktor Widmann podle Wilhelma Hauffa. Premiéra 19. prosince 1888 v Praze, Novém německém divadle
- Gringoire, op. 66. Libreto Viktor Léon podle Théodora de Banville. Premiéra 19. března 1892 v Mnichově, Dvorské opeře
- Šach králi (Schach dem König), op. 70. Libreto Viktor Léon podle Hippolyta Augusta Schauferta. Premiéra roku 1894 v Mnichově
- Gloria. Libreto Guido Menasci. Premiéra roku 1896 v Hamburku (dirigent Gustav Mahler)
- Husar (Der Husar), op. 79. Libreto Viktor Léon podle Eugèna Scriba a Boisseauxe), premiéra roku 1896 ve Vídni

### Orchestrální hudba
- Předehra Im Walde, op. 25
- Serenáda pro orchestr, op. 29
- Symfonie e moll, op. 31
- Předehra Macbeth, op. 46
- Předehra Patetická, op. 98
- Tři intermezza pro orchestr, op. 99

### Koncerty
- Klavírní koncert č. 1 F dur, op. 10 (1860/61)
- Klavírní koncert č. 2 C dur, op. 24 (1868)
- Houslový koncert a moll, op. 41
- Rapsodie pro klavír a orchestr, op. 65 (1892/93)
- Allegro a andante pro klavír a orchestr, op. 88 (1902)

### Komorní hudba
- Sonáta pro violoncello, op. 9
- Klavírní trio Es dur, op. 14
- Suita pro klavír a housle, op. 42
- Klavírní sonáta č. 1, op. 48
- Klavírní sonáta č. 2, op. 60
- Klavírní sonáta č. 3, op. 81
- Mazurka, tarantella a espagnola pro housle a klavír, op. 90
- Klavírní sonáta č. 4, op. 97

### Jiné
- Balet Pohádka ze Champagne (Ein Märchen aus der Champagne nebo Champagnemärchen). Premiéra roku 1888 ve Vídni
- Četné písně
- Četné skladby pro klavír

## Nahrávky
- Ignaz Brüll: Klavierwerke, hraje Alexandra Oehler (CPO 5106998)
- Ignaz Brüll: Klavírní koncerty č. 1 a 2, Andante a allegro pro klavír a orchestr. Na klavír hraje Martin Roscoe, BBC Scottish Symphony Orchestra diriguje Martyn Brabbins (cyklus The Romantic Piano Concerto Vol. 20, Hyperion Records CDA67069)
- Ignaz Brüll: Symfonie op.31, serenáda č.1 op. 29. Běloruský státní symfonický orchestr diriguje Marius Stravinsky (Music of 19th century Jewish-German composers Vol. 2, Cameo Classics CC9027CD)